# Марія Вітебська
Марія — звісне лише із пізніх джерел ім'я єдиної доньки останнього руського князя Вітебська, що стала першою дружиною Ольгерда Гедиміновича, в майбутньому великого князя литовського. Мати п'яти його старших православних синів.

## Походження і життєпис
Марія ймовірно походила з роду Ізяславичів Полоцьких, а саме їх вітебської гілки — Васильковичів, наслідних вітебських князів. Однак достеменно родовід Марії, і навіть ім'я її батька, невідомі. Князь Ярослав Васильович, як батько Ольгердової дружини, згадується лише в додатку до «Хроніки Биховця», де вміщено «Родовід вітебських князів», який є не зовсім правдивим, і виводить їх від великого князя володимирського Андрія Ярославича.
За твердженням хроніста XV століття Яна Длугоша, віддаючи дівчину заміж, батько водночас й заповів зятеві власне князівство. Цю звістку, на погляд медієвіста Яна Тенговського, він почерпнув з «Літописця великих князів литовських». Щоправда, в іншому місці Длугош зве матір'ю Ольгердових дітей тверську княжну. М. Кромер повторив за Длугоша ці відомості, але з доповненням, що тверську княжну називали Марією, разом з тим Кромер писав про отримання Ольгердом Вітебська через шлюб. Ще пізніше, М. Стрийковський дав відомості, що Ольгерд мав двох дружин — 1-у з Вітебська і 2-у з Твері. Джерело відомостей Кромера (частково) і Стрийковського стало відомо тільки в ХІХ ст. — «білорусько-литовський» літопис зразка «Хроніки Биховця», яку опублікував Т. Нарбут і де ім'я вітебської княжни написане як Анна, а збоку невідомою рукою виправлено на Марія. Немає визначеності, чи зроблена це поправка під впливом «Древа вітебських князів», додатки до «Хроніки Биховця». У «Хроніці Биховця» хронологія шлюбів Ольгерда плутана — вітебська княжна в ній 2-а дружина, а не 1-а, що достовірно відомо з надійних джерел. Тим часом, ім'я 2-й дружини — Уляни Тверської — точно відомо з її грамоти церкви в Озерищі. Плутанину вносить і ім'я, яке Уляна Тверська прийняла в іноцтві — Марина.
Дослідниками відзначено, що пізні джерела змішують імена Ольгердових дружин. За ними, або поруч, йдуть місцеві Вітебські уявлення, ніби Уляна навесні 1392 прийняла схиму з ім'ям Марія, в деяких варіантах Марфа, в Свято-Духовому монастирі. Однак відомо, що Уляна останні місяці жила в Києві, де перед смертю прийняла схиму і була похована в Києво-Печерській лаврі.
Таким чином, називати першу дружину Ольгерда вітебською княжною Марією, досить умовно. Тим не менше саме на першу половину XIV ст. припадає приєднання Вітебського князівства до Великого князівства Литовського, а джерела мовчать про те що це приєднання було насильним. Пізніше Ольгерд вважав Вітебщину своїм особистим «доменом» на відміну від решти литовських володінь які були спільними для усіх Гедиміновичів, і розпорядився нею на власний розсуд передавши другі дружині, Ульяні, з чого можна зробити висновок що Вітебщина була приєднана до Литви саме за допомогою шлюбу Ольгерда.

## Діти Марії
- Андрій (бл. 1328 — 12 серпня 1399) — князь полоцький і псковський;
- Дмитро (бл. 1329 — 12 серпня 1399) — князь брянський;
- Володимир (бл. 1330 — після 1395) — князь київський;
- Костянтин (бл. 1331–1398) — князь чернігівський;
- Федір (бл. 1332/1333 — бл. 1394) — князь ратненський і кобринський;
- Агрипина (бл. 1334–1393) — з 1354 року дружина князя Городецького-суздальського Бориса Костянтиновича.